# Comuna Veliki Bukovec, Varaždin
Veliki Bukovec este o comună în cantonul Varaždin, Croația, având o populație de 1.438 de locuitori (2011).

## Demografie
Componența etnică a comunei Veliki Bukovec
     Croați (97,57%)
     Necunoscut (0,14%)
     Neclasificat (0,49%)
Componența confesională a comunei Veliki Bukovec
     Catolici (95,76%)
     Fără religie și atei (1,95%)
     Necunoscută (1,88%)
     Alte religii (0,42%)
Conform recensământului din 2011, comuna Veliki Bukovec avea 1.438 de locuitori. Din punct de vedere etnic, majoritatea locuitorilor (97,57%) erau croați. Apartenența etnică nu este cunoscută în cazul a 0,14% din locuitori. Din punct de vedere confesional, majoritatea locuitorilor (95,76%) erau catolici, cu o minoritate de persoane fără religie și atei (1,95%). Pentru 1,88% din locuitori nu este cunoscută apartenența confesională.